# Cirque d'hiver
El Cirque d'Hiver (en español, Circo de Invierno), también conocido como Cirque d'Hiver de París o Cirque d'Hiver Bouglione, es un teatro francés en el que se realizan espectáculos circenses, exposiciones de doma, conciertos y otros eventos artísticos, como exposiciones de lucha libre turca y desfiles de moda. Está ubicado en el XI Distrito de París. Fue diseñado por el arquitecto francés Jacques Hittorff e inaugurado por Napoleón III Bonaparte el 11 de diciembre de 1852, bajo el nombre de Cirque Napoleón. En 2024, el Cirque d'Hiver Bouglione recibió el Big Top Label, uno de los máximos galardones en el mundo del circo, un sello de garantía y calidad que otorga el Parlamento Europeo.

## Historia

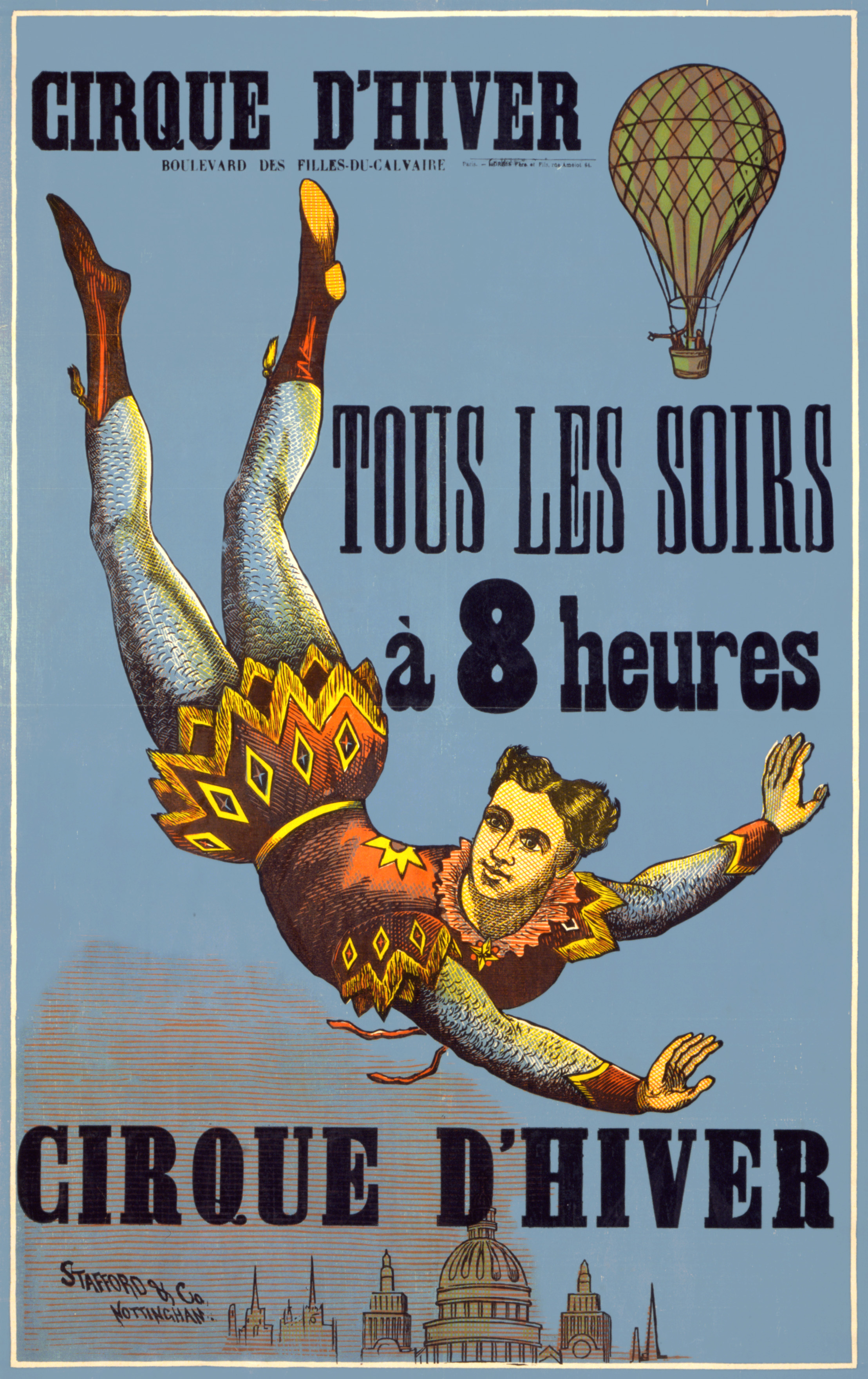
Póster de finales del para el Cirque d'hiver.

El circo es un polígono ovalado de 20 lados, con columnas corintias en los ángulos, dando la impresión de un edificio ovalado que encierra la pista, rodeada de gradas empinadas para los espectadores, muy parecido a un Coliseo interior en miniatura. Un techo en ángulo bajo es autoportante como una cúpula baja, por lo que no hay un poste central, como debajo de una carpa, que obstruya las vistas o interfiera con la acción.
El edificio fue diseñado por el arquitecto Jacques Hittorff y se inauguró como el Cirque Napoléon, un cumplido al nuevo Emperador del francés Napoleón III Bonaparte. Se pidió al escultor James Pradier que proporcionara bajorrelieves exteriores de Amazonas, y Francisque Duret y Astyanax-Scévola Bosio esculpieron los paneles de guerreros montados. El empresario guía fue Louis Dejean, el propietario del Cirque d'Été (Circo de Verano) erigido anualmente en los bosques que flanqueaban los Campos Elíseos. Dejean apostó a que las actuaciones de circo nocturnas bajo el centro de atención, con los espectadores bien alejados del polvo y los olores del suelo de tanbark, proporcionarían una ocasión de vestir para le tout-Paris, y fue bien recompensado por su perspicacia.
Los conciertos orquestales de Jules Etienne Pasdeloup se inauguraron en el Cirque Napoléon el 27 de octubre de 1861 y continuaron durante más de veinte años. El teatro pasó a llamarse Cirque d'hiver en 1870.
Al final del Segundo Imperio, el Cirque d'hiver pasó a llamarse Cirque National y fue administrado por Victor Franconi. Recibió su nombre actual en 1873. Henri de Toulouse-Lautrec encontró inspiración en repetidas ocasiones en los ensayos y actuaciones en el Cirque d'hiver; Georges Pierre Seurat pintó una actuación vespertina, con un público claramente de clase media, en El Circo, uno de los lienzos inacabados más importantes de la historia de la pintura occidental (1890-1891, Museo de Orsay). Charles, el hijo de Franconi, asumió la dirección, 1897-1907. Desde 1934, se conoce como el Cirque d'hiver-Bouglione, fue adquirido y operado por Rosa y Joseph Bouglione, y luego del fallecimiento de la pareja pasó a manos de sus herederos. La configuración original tenía capacidad para 4000, que ahora se ha reducido a 2090 debido a los códigos de incendios.
El Cirque d'hiver fue el sitio de la reunión de organización de la Legión Estadounidense del 15 al 17 de marzo de 1919. La Legión Estadounidense se fundó originalmente como una organización para los veteranos estadounidenses de la Primera Guerra Mundial y desde entonces ha ampliado su membresía para incluir a los veteranos. de conflictos posteriores. Es la organización de veteranos más grande de los Estados Unidos.
En el Cirque d'hiver en agosto de 1955, Richard Avedon tomó su famosa fotografía Dovima con elefantes para mostrar un vestido de noche largo hasta el suelo de Dior, una de las fotografías de moda más emblemáticas del siglo. En 1995, el diseñador parisino Thierry Mugler realizó un desfile de moda especial en el circo, para celebrar el vigésimo aniversario de su firma. Los artistas intérpretes o ejecutantes e invitados especiales incluyeron a James Brown, Tippi Hedren y muchas de las mejores supermodelos de la década, incluida Naomi Campbell.
La estación de metro más cercana es Filles du Calvaire.

## Reconocimientos
En 2024, el Cirque d'Hiver Bouglione recibió el Big Top Label, uno de los máximos galardones en el mundo del circo, un sello de garantía y calidad que otorga el Parlamento Europeo.

## Cirque d'hiver en la ficción
- En 1956 Carol Reed dirigió la película Trapecio. Partes de la misma fueron filmadas en el Cirque d'hiver.[8]
- Elizabeth Bishop escribió un poema titulado Cirque d'hiver.[9]

## Galería

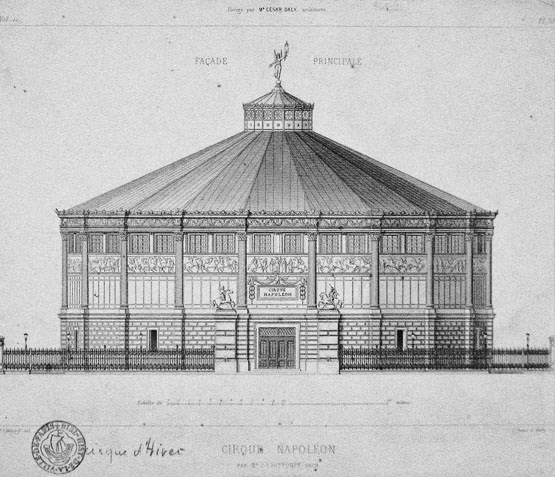
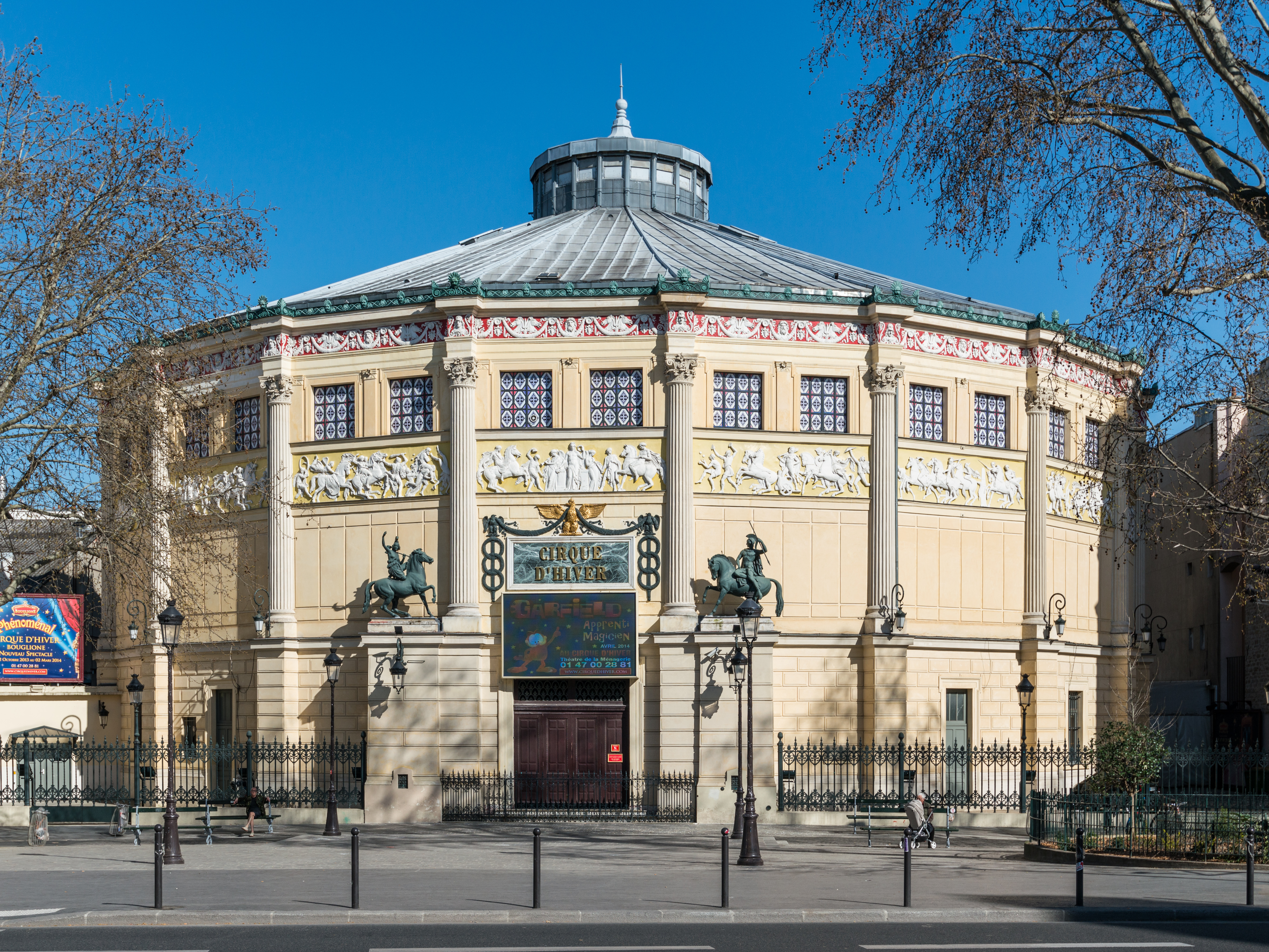
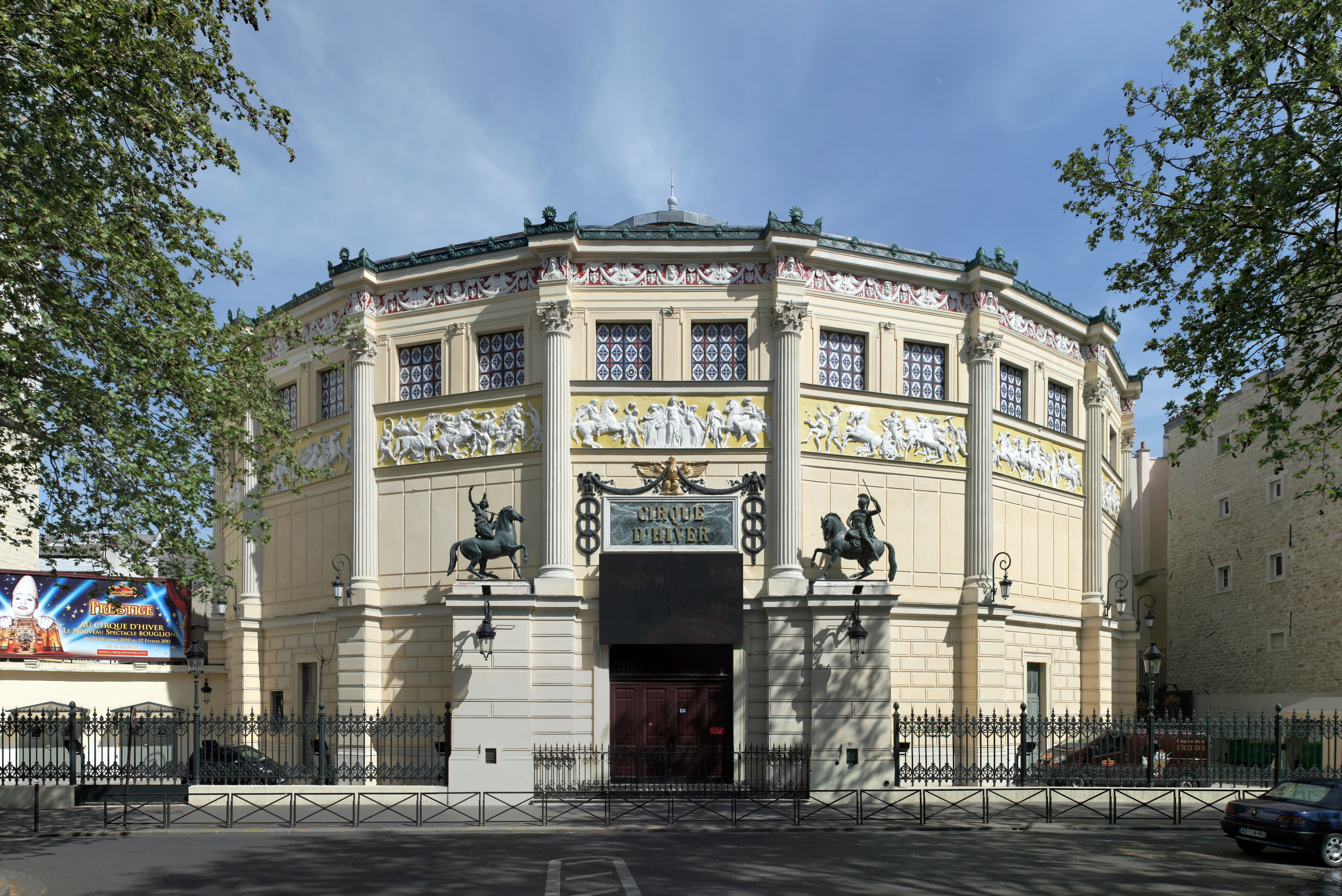
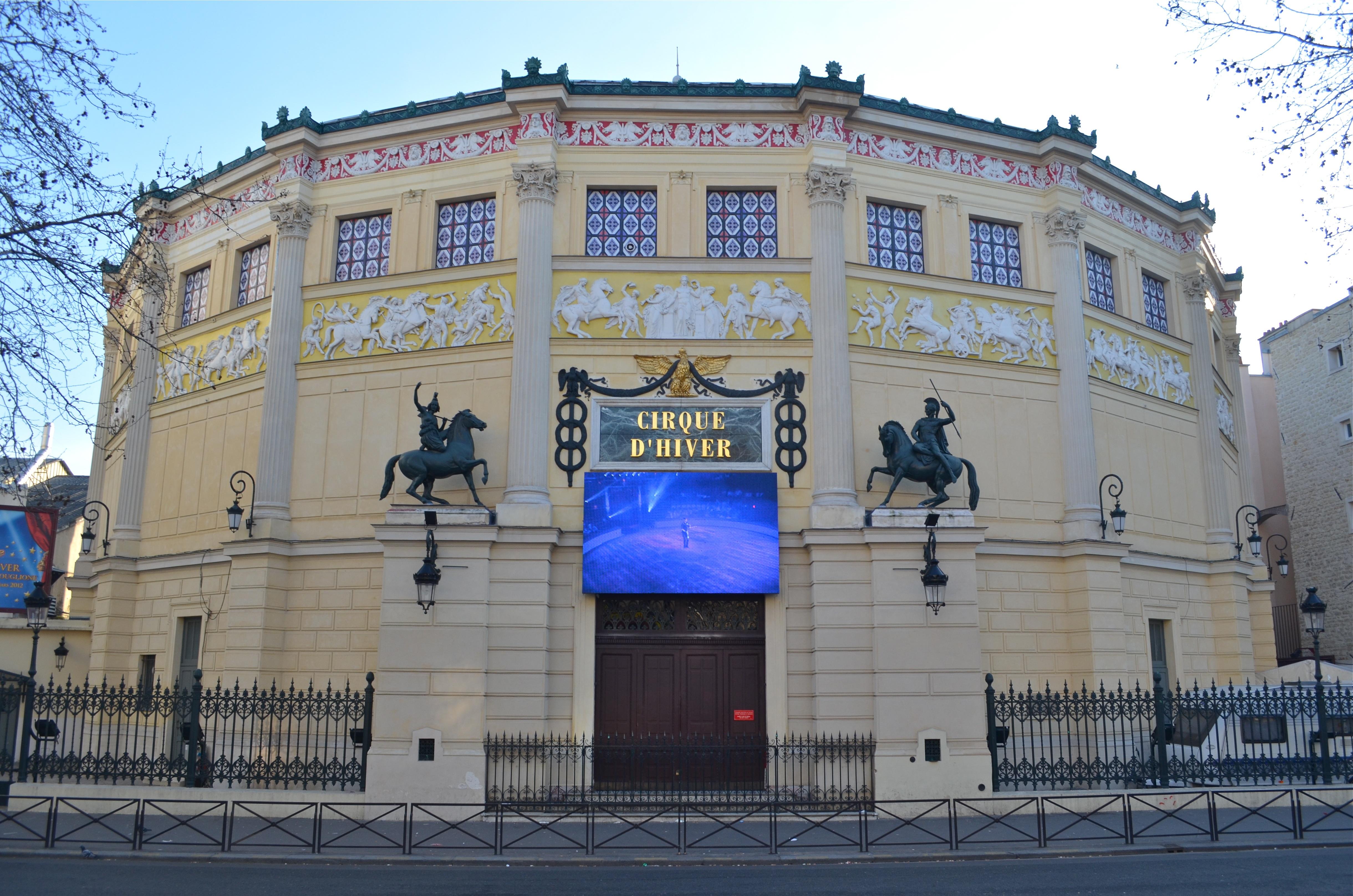
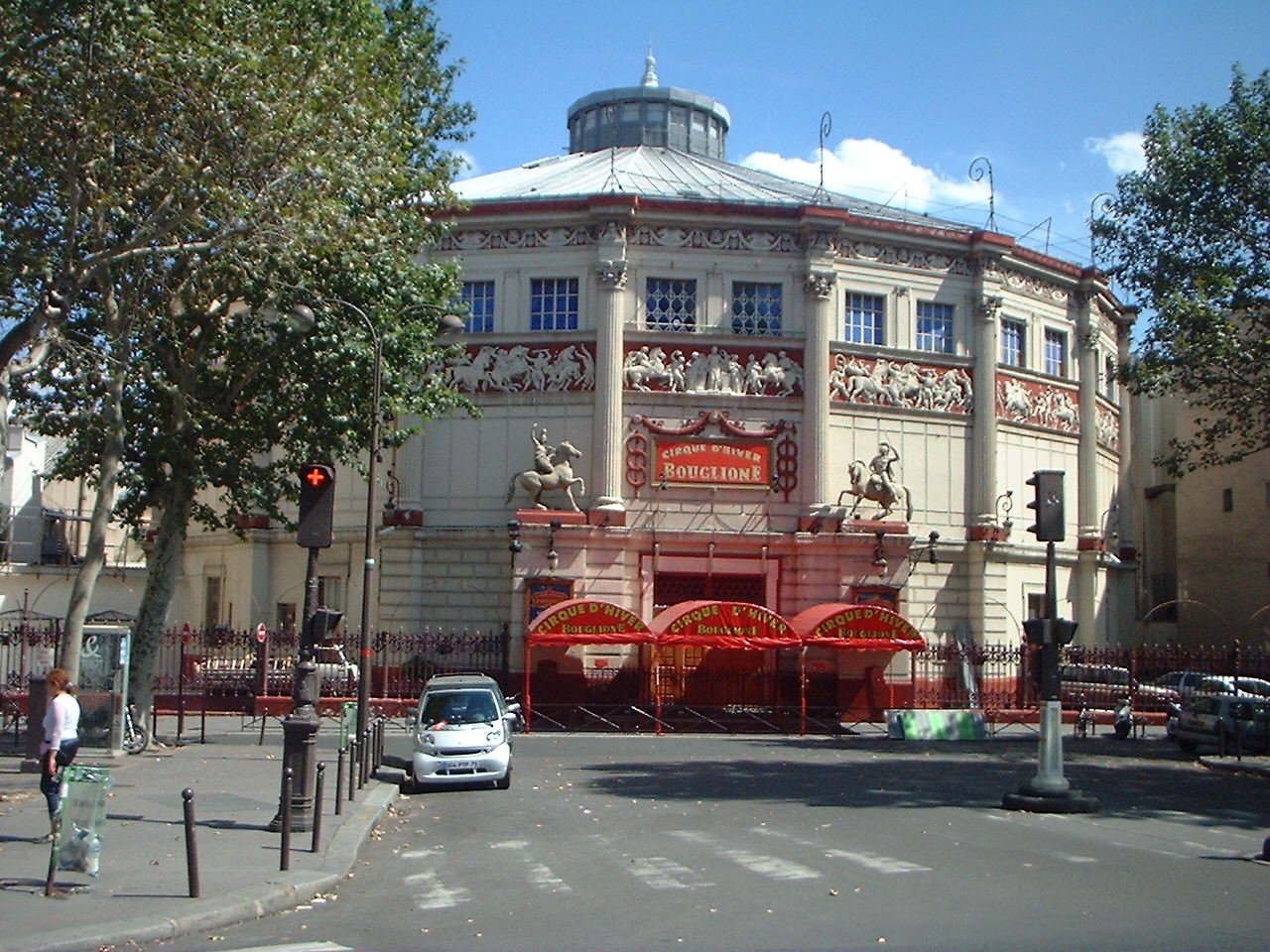
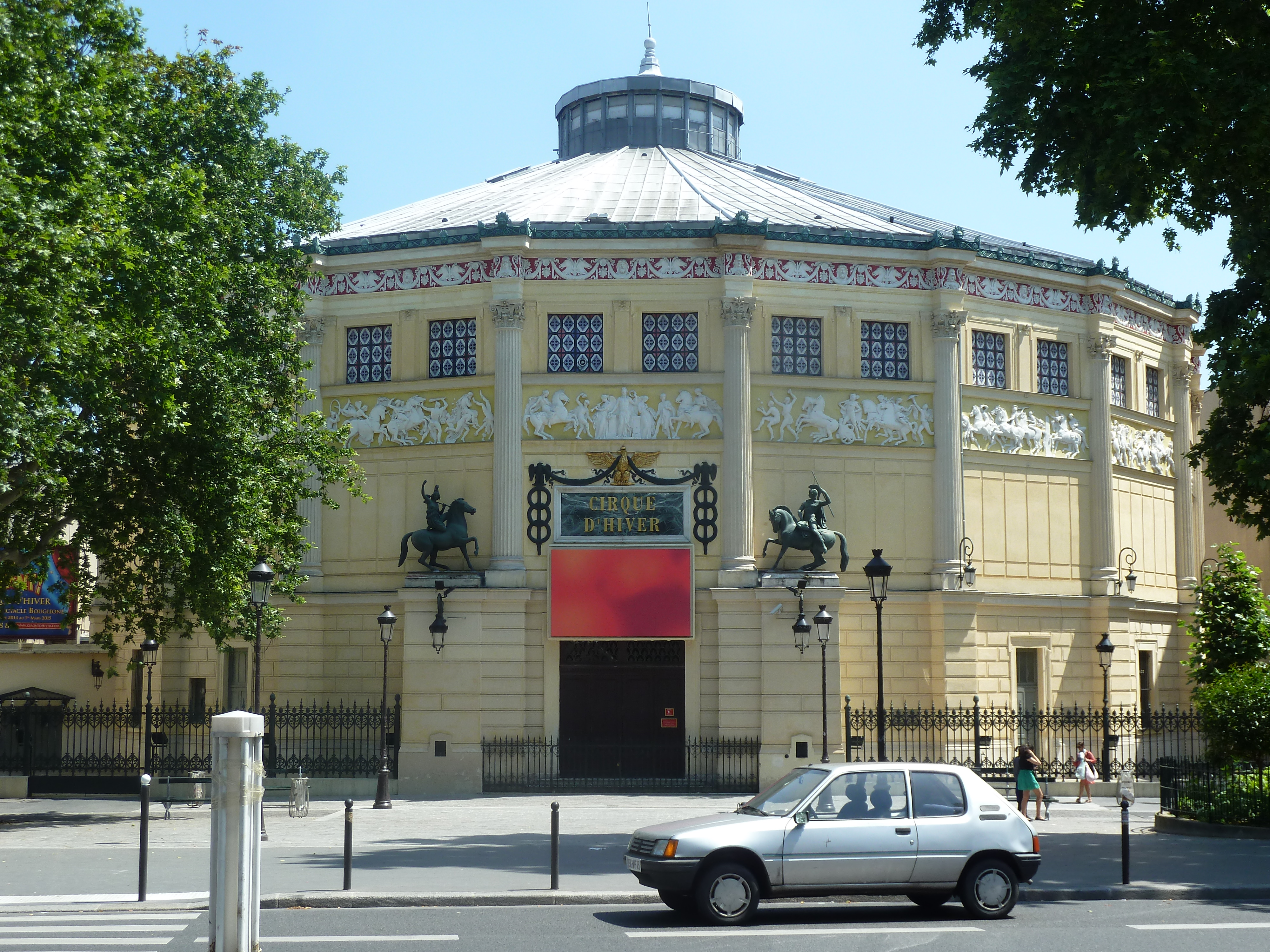
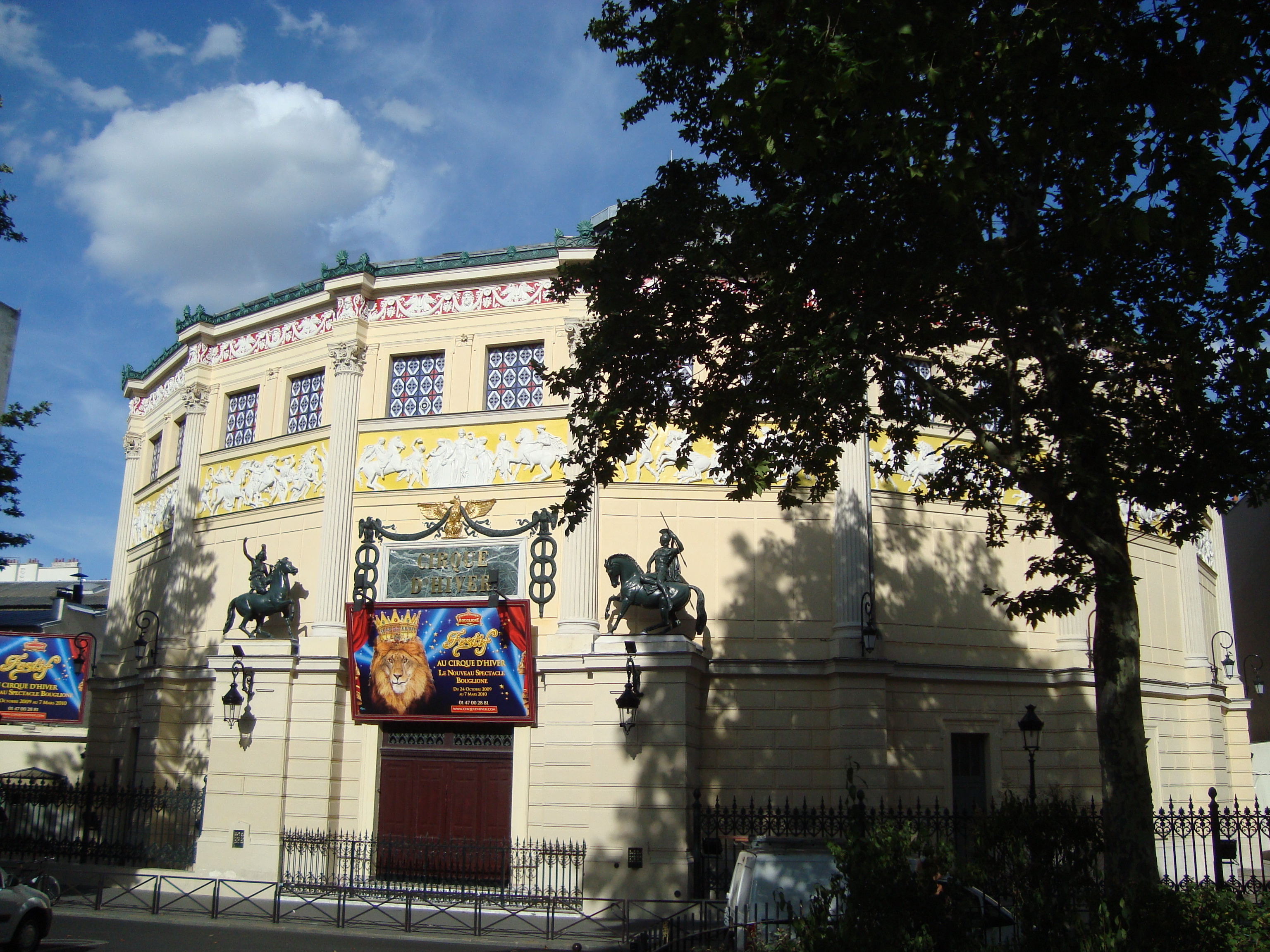
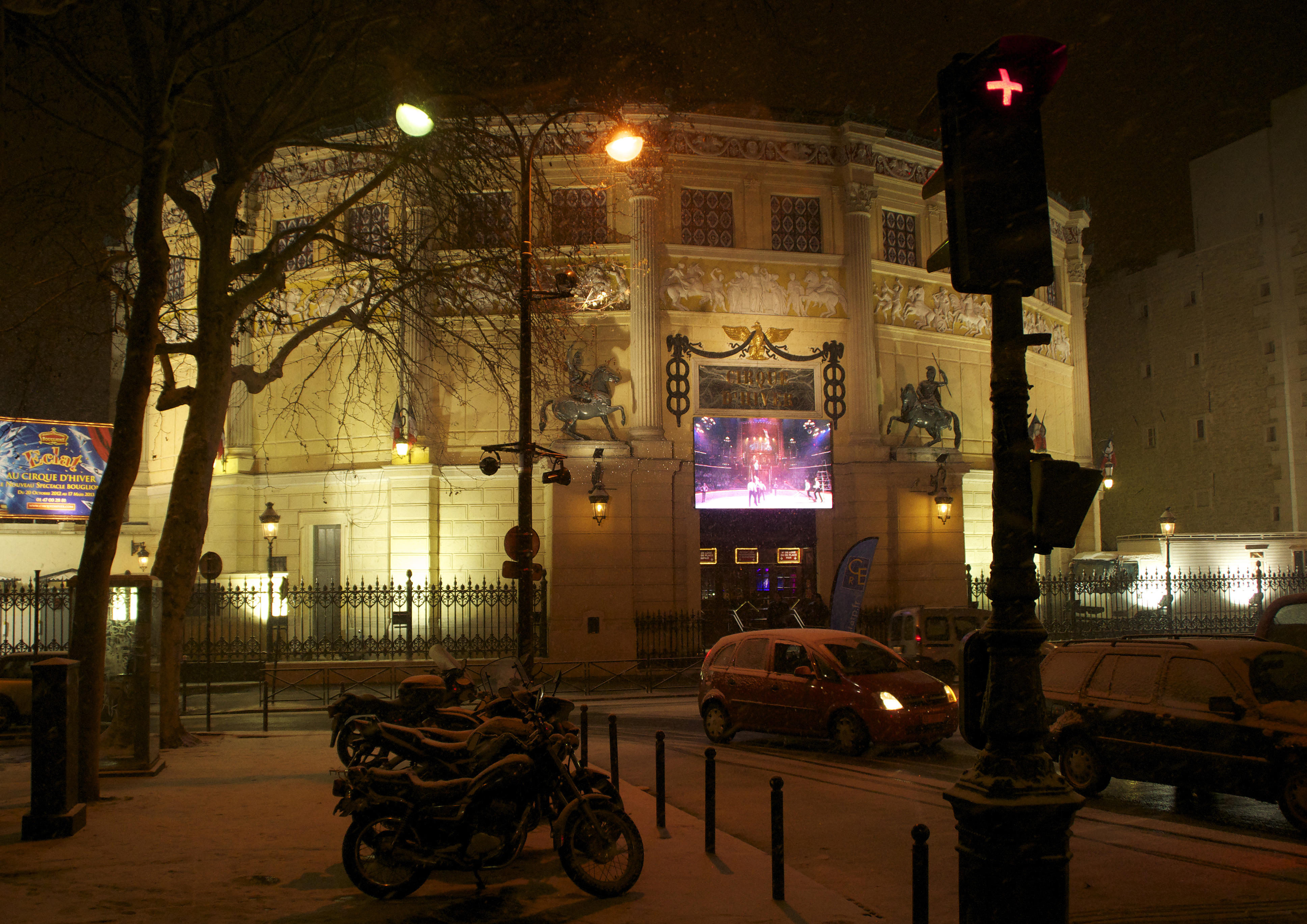
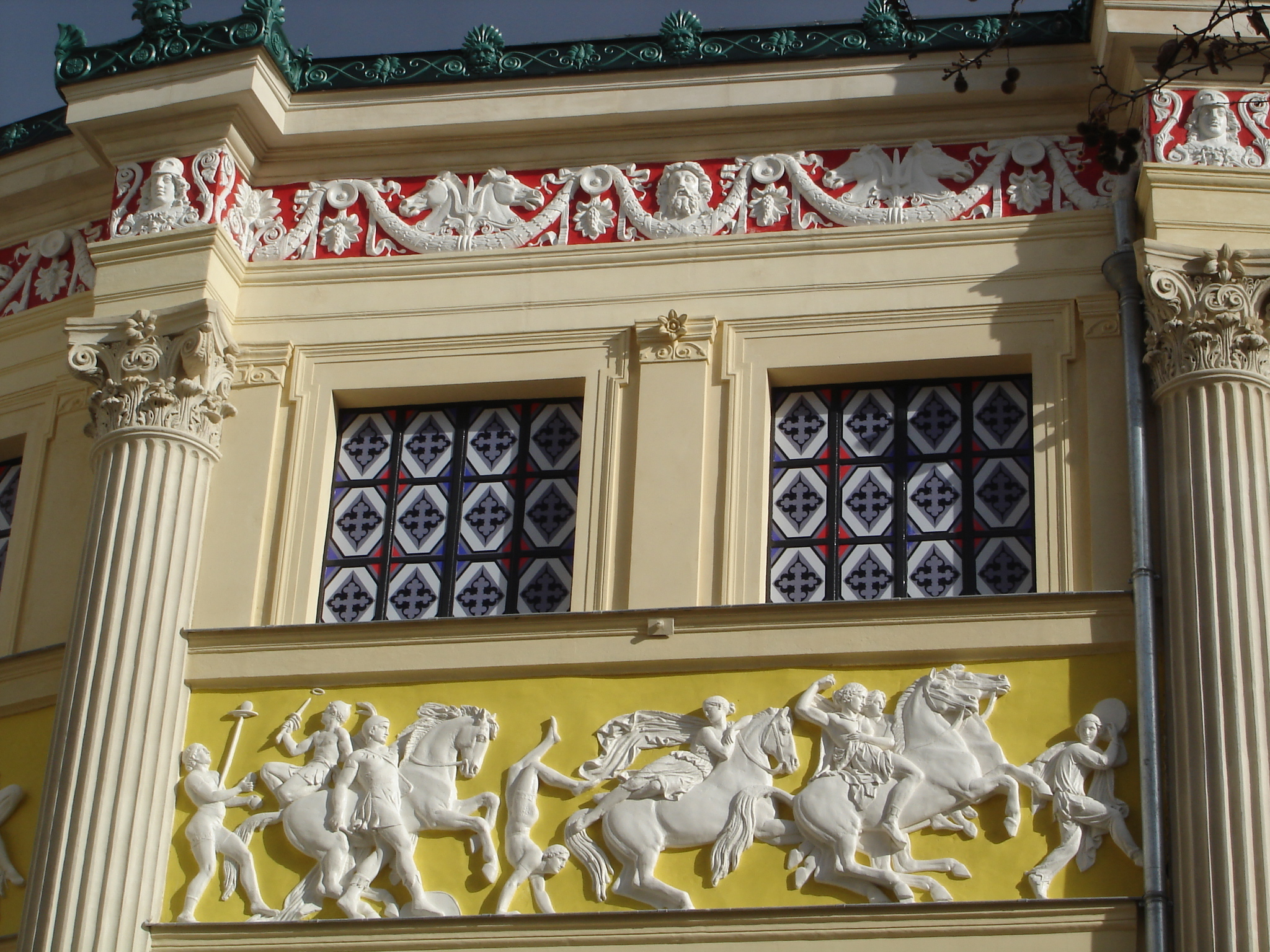
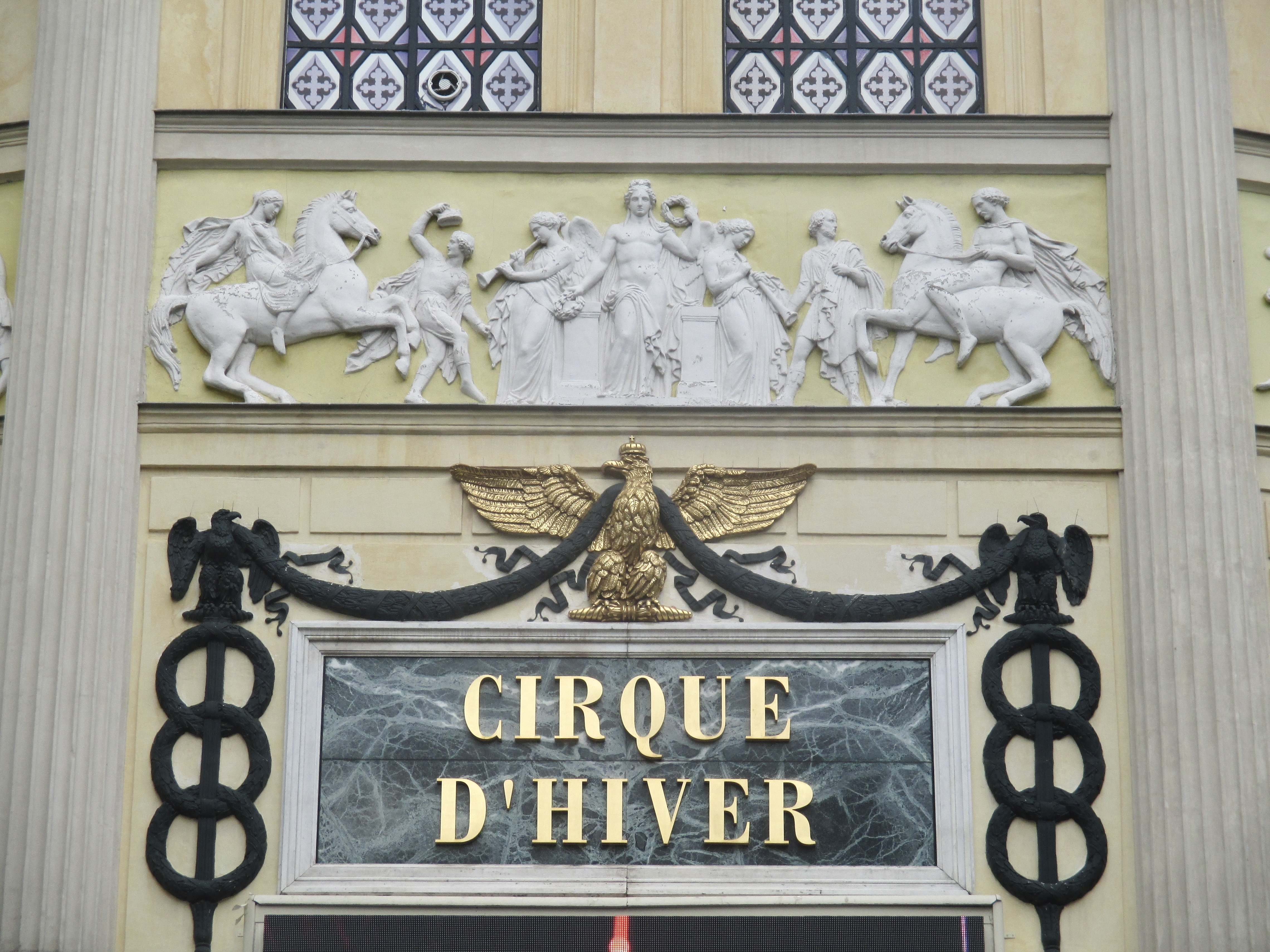
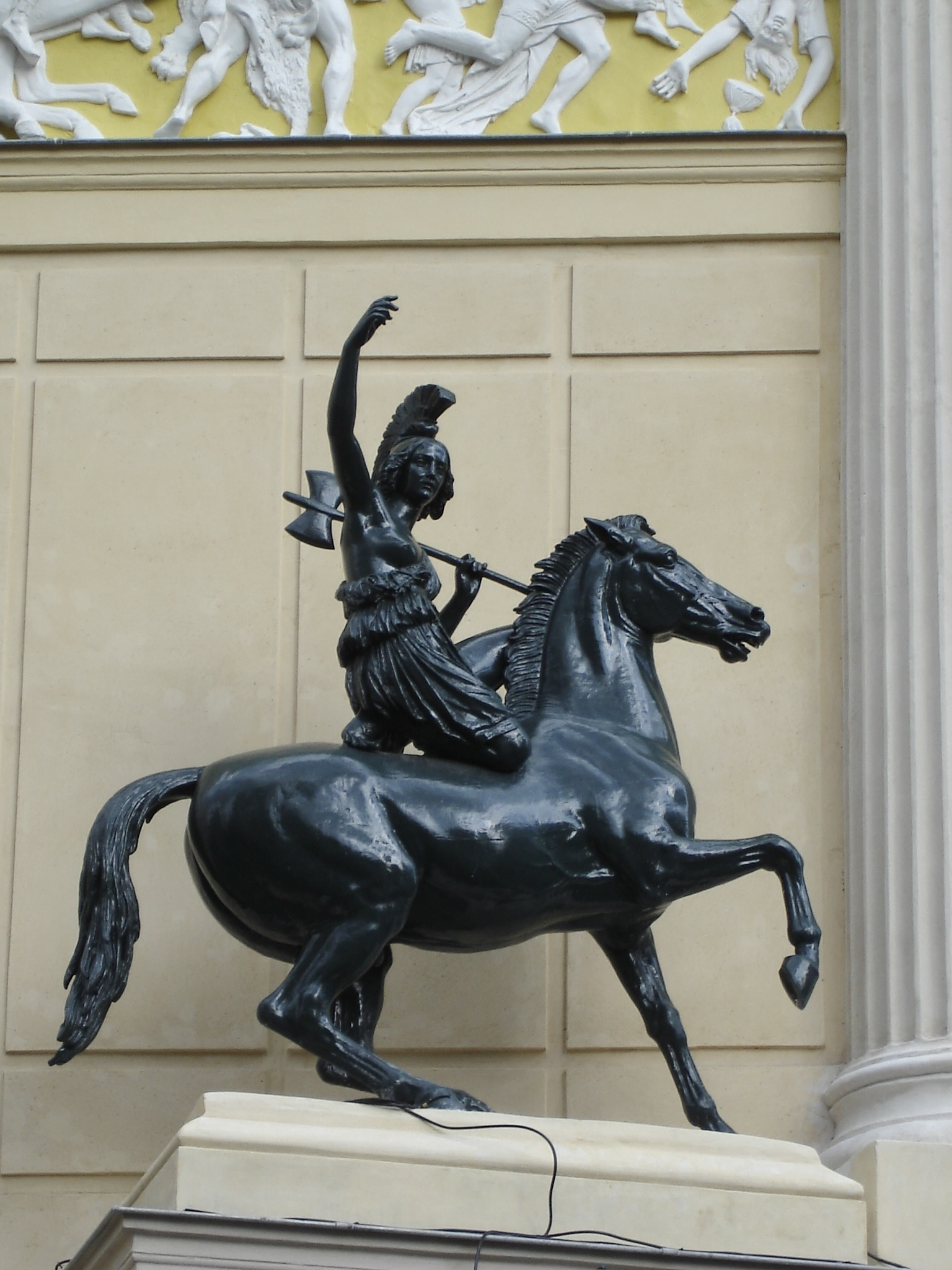
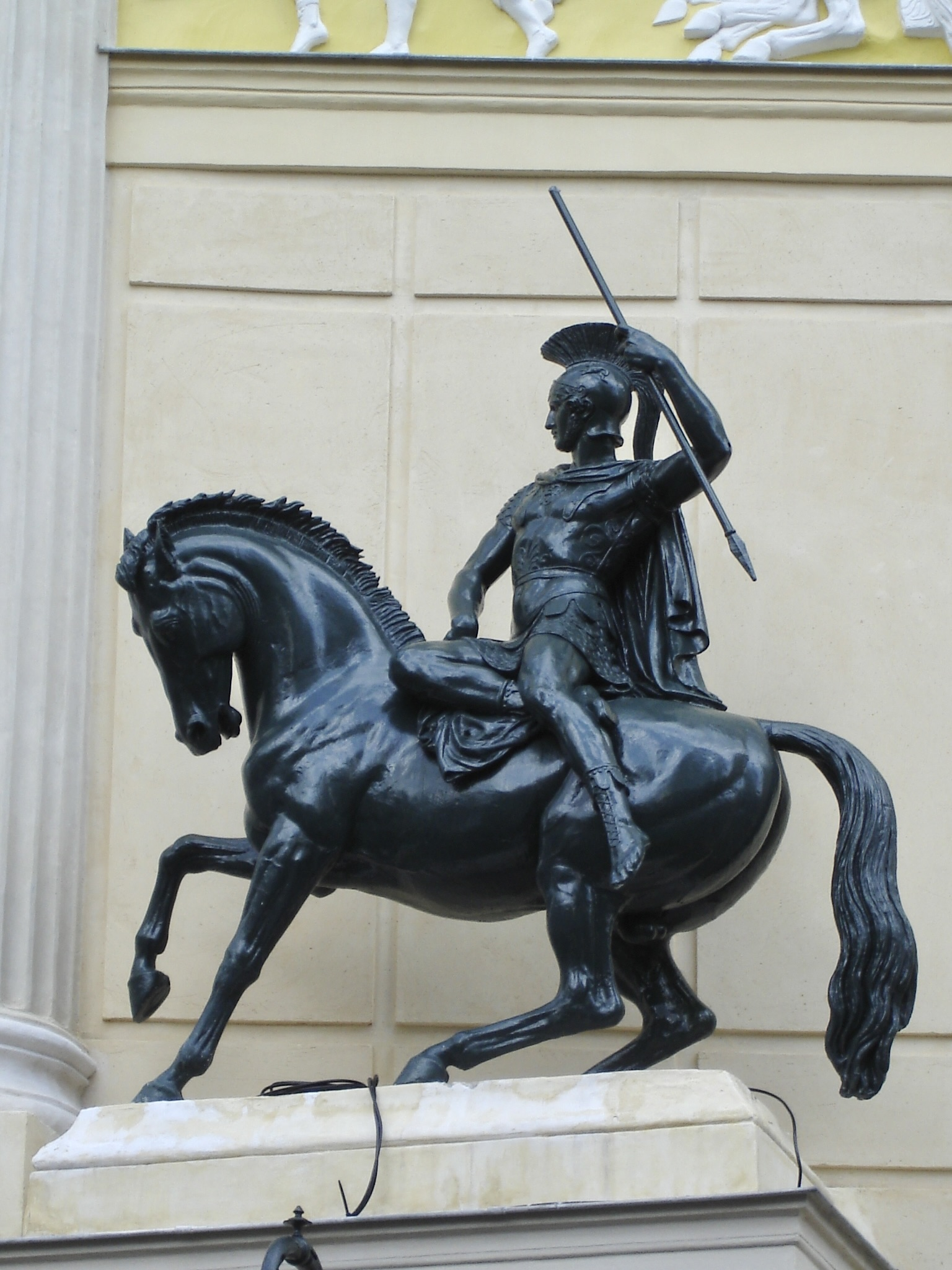
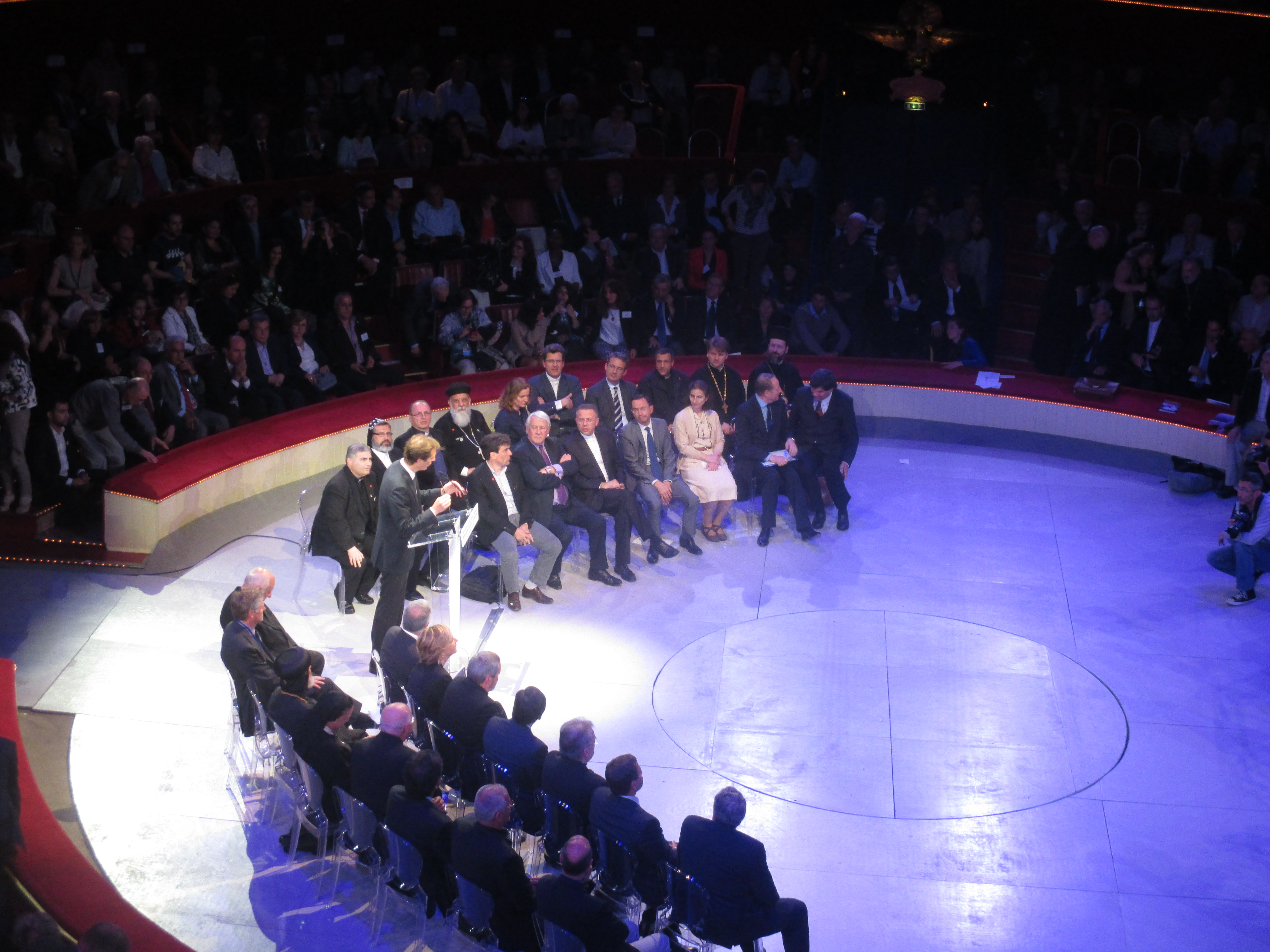
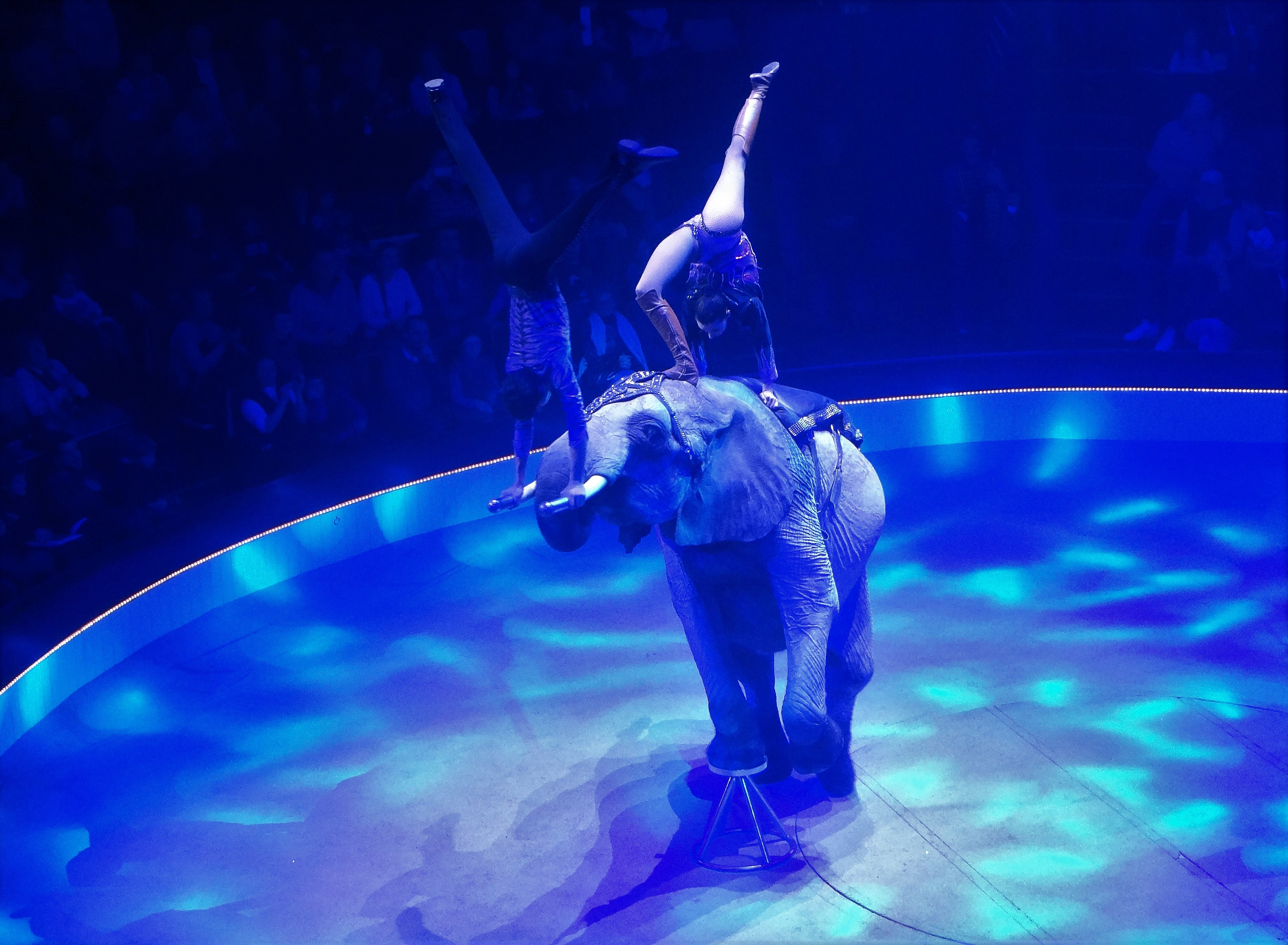
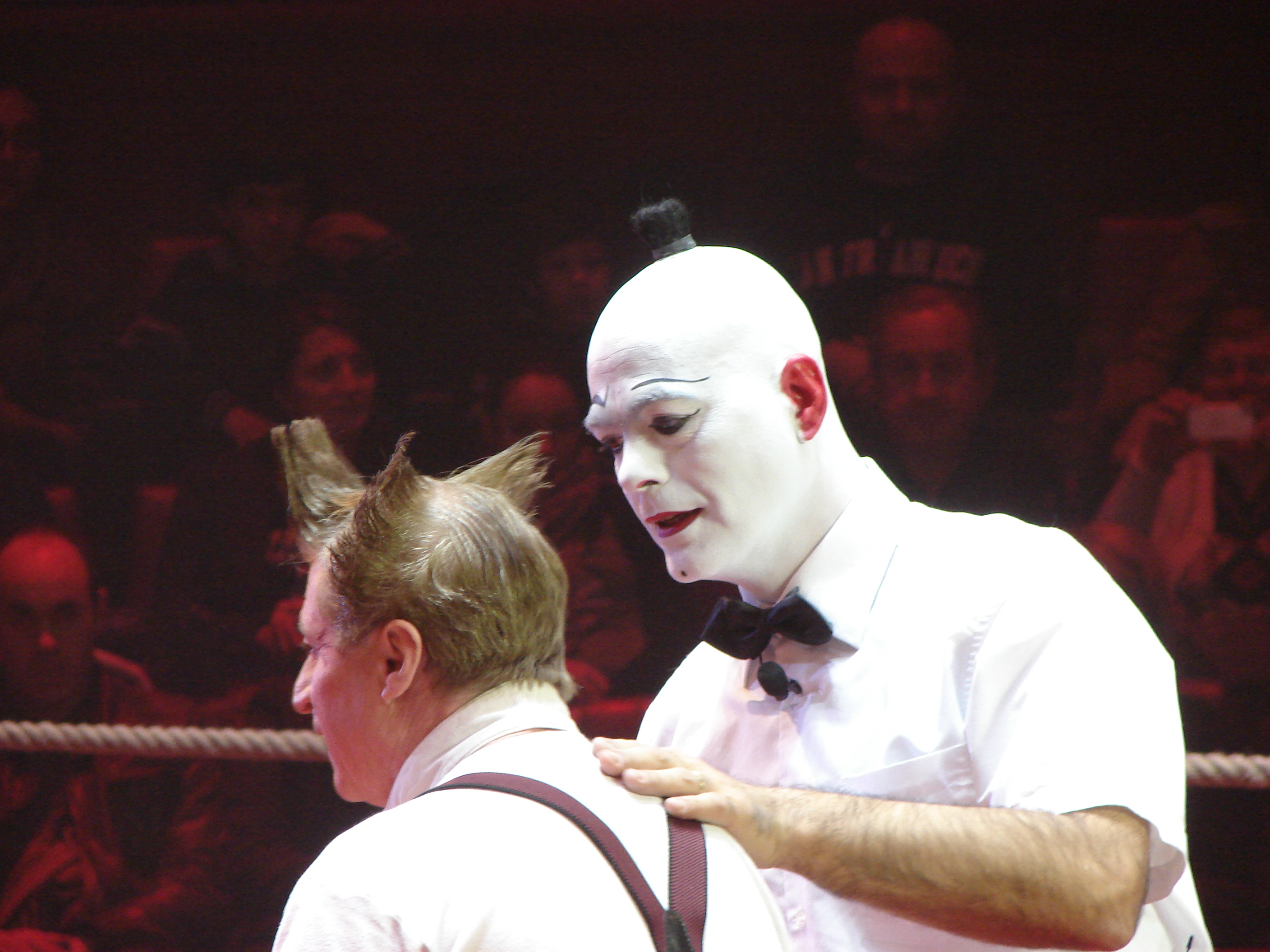
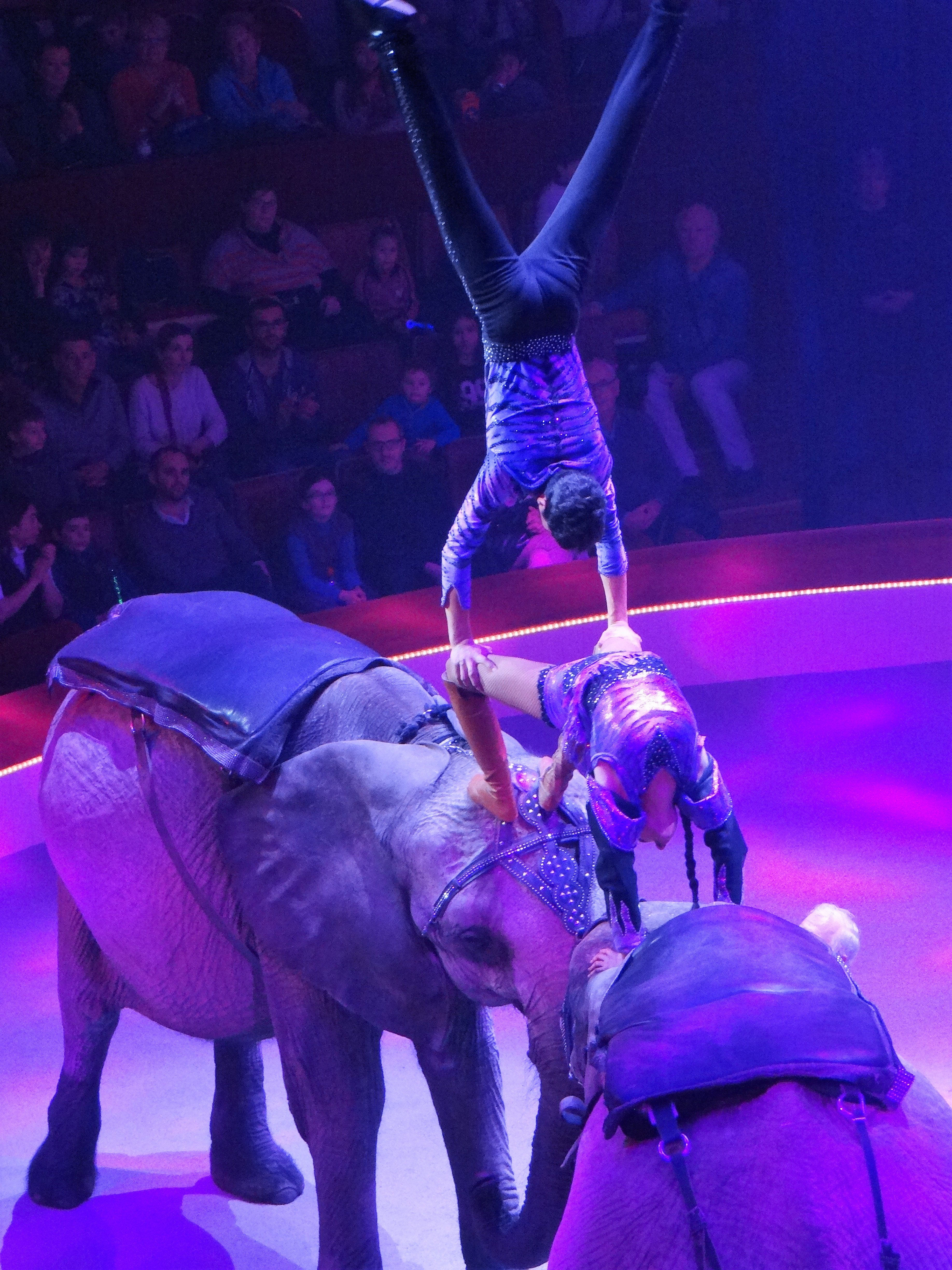